# Paul Winkler (Fußballspieler)
Paul Winkler (* 22. August 1913 in Altenessen; † 25. November 1994), auch "Johnny" genannt, war ein deutscher Fußballspieler.

## Karriere

### Vereine
Winkler begann beim Essener Stadtteilverein BV Altenessen 06 mit dem Fußballspielen, bevor ihn sein Weg zu Schwarz-Weiß Essen führte. Von 1934 bis 1943 spielte er für den Verein in der Gauliga Niederrhein, eine von 16 Gauligen, als höchste Spielklasse im Deutschen Reich.
Mit dem Abstieg in der Saison 1942/43 und dem Nichtzustandekommen einer Mannschaft, wechselte er zum FC Schalke 04 in die Gauliga Westfalen, die er mit dem Verein als Meister abschloss. Die Folgesaison – in drei Kriegs-Gauklassen aufgeteilt – wurde kriegsbedingt nach drei Spieltagen nicht mehr zu Ende geführt.
Nach dem Ende des Zweiten Weltkrieges wurde in Nord- und Westdeutschland die Britische Zonenmeisterschaft ausgetragen; der FC Schalke 04 gewann die Bezirksmeisterschaft Westfalen, Gruppe 1; ein Endspiel um die Westfalenmeisterschaft mit dem Bezirksmeister Westfalen, Gruppe 2, SpVgg Erkenschwick, wurde von der britischen Militärregierung untersagt. Nicht so in der Folgesaison; erneut gewann der FC Schalke 04 die Bezirksmeisterschaft Westfalen, Gruppe 1, verlor jedoch gegen den Bezirksmeister Westfalen, Gruppe 2, Borussia Dortmund mit 2:3.
In der erstmals mit Saisonbeginn 1947/48 flächendeckend ausgetragenen Oberliga West kam Winkler in vier Punktspielen zum Einsatz. Sein Debüt gab er am 29. Februar 1948 (21. Spieltag) beim 1:1-Unentschieden im Auswärtsspiel gegen Preußen Dellbrück. Nach der Saison kehrte er zu Schwarz-Weiß Essen zurück, für die er in der Saison 1949/50 in der II. Division aktiv gewesen ist.
Von 1950 bis 1953 spielte er für Borussia M. Gladbach, wobei er mit dem Oberliganeuling – nach der 1:5-Niederlage gegen Alemannia Aachen im Entscheidungsspiel um Platz 14 – in die II. Division absteigen musste. Mit dem ersten Platz in der Gruppe II 1951/52 kehrte er mit der Mannschaft in die seinerzeit höchsten Spielklasse zurück, die mit zwei Punkten vor dem ersten Absteiger Sportfreunde Katernberg gehalten werden konnte; danach – sein letztes Punktspiel bestritt er am 29. März 1953 (27. Spieltag) bei der 0:1-Niederlage beim SV Sodingen – beendete er seine Fußballer-Karriere. Für seinen letzten Verein bestritt er insgesamt 35 Punktspiele und erzielte 13 Tore.

### Nationalmannschaft
Am 20. März 1938 bestritt Winkler sein einziges Länderspiel für die A-Nationalmannschaft, die in Wuppertal durch zwei Tore von Jupp Gauchel mit 2:1 über die Nationalmannschaft Luxemburgs gewann.

## Sonstiges
Sein Sohn Klaus † 1985 trat später in seine Fußstapfen und war von 1967 bis 1979 ebenfalls Fußballprofi.